# Bombylius clio
Bombylius clio är en tvåvingeart som beskrevs av Samuel Wendell Williston  1901. Bombylius clio ingår i släktet Bombylius och familjen svävflugor. Inga underarter finns listade i Catalogue of Life.